# Памятник блокадной колюшке
Па́мятник блока́дной ко́люшке — скульптурная композиция в Кронштадте в честь рыбки колюшки, в годы Ленинградской блокады спасшей от голодной смерти тысячи жителей города. Памятник рыбке установлен на острове Котлин, напротив павильона мареографа Кронштадтского футштока.

## История
Декабрь. Сорок первый

Вторая декада.

Над каждым дыханьем —

Дыханье блокады.

<…>

В цеху оживленье.

Беру шум на мушку.

Как свет обновленья,

Сыр-бор о колюшке.

В руках чьих-то рыбка,

Со спичку, в колючках,

На лицах улыбки

С мечтой о колюшке.

<…>

Как к бою гранату,

Как хлебную птюшку,

Ценили в блокаду

Мы рыбку-колюшку.

С тех пор мне всё ближе

Не всё в мире пушки.

Я памятник вижу

Блокадной колюшке...
В годы блокады Ленинграда, когда съестные припасы в осаждённом городе закончились и в Финском заливе и каналах была выловлена и съедена практически вся рыба, уцелел один неприхотливый, не имеющий промыслового значения вид, в мирное время не употребляющийся в пищу и считающийся у рыболовов «сорным» — колюшка. Проскальзывающую сквозь сети мелкую колючую рыбку, с костными пластинками вместо чешуи и шипами у спинного плавника и на брюхе, блокадные жители вылавливали сачками, сумками, рубашками, майками. По весне для её отлова организовывались бригады. По воспоминаниям блокадников, «за 3—4—5 часов … налавливали по противогазной сумке колюшки, а это 4—6 килограммов. Это было тогда, когда лёд сходил».
Во 2-м Ленинградском медицинском институте был разработан препарат «Жир колюшки», применявшийся в госпиталях для лечения ожогов и ран.
Из колюшки готовили уху с добавлением рыбной муки, котлеты. Комья льда с вкраплениями рыбной мелочи растапливались, из рыбок извлекались жёлчные пузыри, пропущенный через мясорубку фарш обжаривался на ярко-оранжевом рыбьем жире, тоже полученном из колюшки. Многие блокадники обязаны колюшке жизнью.
Л. Пантелеев записывал:
Ловили рыбу под первым Елагиным мостом. Спустились под мост и там, лёжа на деревянных стропилах, стали работать корзинами. <…> …Колюшка! Та самая, мелкая-премелкая, с полмизинца длиной рыбёшка, которая бегает юркими стайками на взморье, в самых мелких местах… Сколько раз мальчиком пытался я поймать хоть одну рукой — никогда не удавалось. А тут мы погружали в воду свои корзины, ставили их против течения под тупым углом и через минуту выдёргивали. В корзине прыгало 10—15 колюшек.

За два-три часа вёдра наполнились. <…>

Колюшку варили, жарили, делали из неё котлеты. Кормил несколько дней маму, выменивал на табак. Не думал, что такая вкусная эта игрушечная, кукольная рыбёшка…

Ледяные комья с колюшкой продавались в городе до конца 1940-х годов.

## Память
«Энциклопедия Санкт-Петербурга» указывает, что идея создания памятника рыбке возникла в 1957 году, городская пресса называет поводом к возникновению идеи стихотворение Л. Ведяйкина «Один день из жизни кронштадтского блокадника», на которое в 2004 году обратил внимание председатель совета ветеранов Кронштадта М. В. Коновалов. В январе 2004 года проект памятника был представлен на общественное рассмотрение, впоследствии перерабатывался. Памятник, созданный скульптором Н. В. Чепурным по инициативе Совета ветеранов Кронштадта и Международного фонда «300 лет Кронштадту — возрождение святынь», установлен на западной стене Обводного канала, около Синего моста. Открытие состоялось 8 мая 2005 года.
Микромонумент, укреплённый с внутренней стороны гранитного парапета канала, представляет трёх маленьких бронзовых рыбок на металлических волнах. На мемориальной доске — строки из стихотворения кронштадтской поэтессы Марии Аминовой «Блокадной колюшке»:
Обстрелы смолкли и бомбёжки,
 Но до сих пор звучит хвала — 
Блокадной маленькой рыбёшке, 
Что людям выжить помогла…
Памятник внесён в «Книгу памяти Великой войны», выпускаются почтовые открытки с его изображением. Сложилась городская традиция приносить к памятнику цветы 27 января, в день снятия Ленинградской блокады. У городских рыбаков есть примета: если навестить памятник перед рыбалкой, рыба будет хорошо клевать.